# Albumy numer jeden w roku 2022 (USA)
Notowanie Billboard 200 przedstawia najlepiej sprzedające się albumy w Stanach Zjednoczonych. Publikowane jest ono przez tygodnik „Billboard”, a dane kompletowane są przez Nielsen SoundScan w oparciu o cotygodniowe wyniki sprzedaży cyfrowej oraz fizycznej albumów.

## Historia notowania
| Data publikacji | Album                                        | Artysta               | Źródło |
| --------------- | -------------------------------------------- | --------------------- | ------ |
| 1 stycznia      | 30                                           | Adele                 | [ 1 ]  |
| 8 stycznia      | 30                                           | Adele                 | [ 2 ]  |
| 15 stycznia     | Encanto (Original Motion Picture Soundtrack) | różni wykonawcy       | [ 3 ]  |
| 22 stycznia     | DS4Ever                                      | Gunna                 | [ 4 ]  |
| 29 stycznia     | Encanto (Original Motion Picture Soundtrack) | różni wykonawcy       | [ 5 ]  |
| 5 lutego        | Encanto (Original Motion Picture Soundtrack) | różni wykonawcy       | [ 6 ]  |
| 12 lutego       | Encanto (Original Motion Picture Soundtrack) | różni wykonawcy       | [ 7 ]  |
| 19 lutego       | Encanto (Original Motion Picture Soundtrack) | różni wykonawcy       | [ 8 ]  |
| 26 lutego       | Encanto (Original Motion Picture Soundtrack) | różni wykonawcy       | [ 9 ]  |
| 5 marca         | Encanto (Original Motion Picture Soundtrack) | różni wykonawcy       | [ 10 ] |
| 12 marca        | Encanto (Original Motion Picture Soundtrack) | różni wykonawcy       | [ 11 ] |
| 19 marca        | Encanto (Original Motion Picture Soundtrack) | różni wykonawcy       | [ 12 ] |
| 26 marca        | 7220                                         | Lil Durk              | [ 13 ] |
| 2 kwietnia      | Oddinary                                     | Stray Kids            | [ 14 ] |
| 9 kwietnia      | Mainstream Sellout                           | Machine Gun Kelly     | [ 15 ] |
| 16 kwietnia     | Unlimited Love                               | Red Hot Chili Peppers | [ 16 ] |
| 23 kwietnia     | 7220                                         | Lil Durk              | [ 17 ] |
| 30 kwietnia     | Call Me If You Get Lost                      | Tyler, the Creator    | [ 18 ] |
| 7 maja          | It’s Almost Dry                              | Pusha T               | [ 19 ] |
| 14 maja         | I Never Liked You                            | Future                | [ 20 ] |
| 21 maja         | Un verano sin ti                             | Bad Bunny             | [ 21 ] |
| 28 maja         | Mr. Morale & the Big Steppers                | Kendrick Lamar        | [ 22 ] |
| 4 czerwca       | Harry’s House                                | Harry Styles          | [ 23 ] |
| 11 czerwca      | Harry’s House                                | Harry Styles          | [ 24 ] |
| 18 czerwca      | Un verano sin ti                             | Bad Bunny             | [ 25 ] |
| 25 czerwca      | Proof                                        | BTS                   | [ 26 ] |
| 2 lipca         | Honestly, Nevermind                          | Drake                 | [ 27 ] |
| 9 lipca         | Un verano sin ti                             | Bad Bunny             | [ 28 ] |
| 16 lipca        | Un verano sin ti                             | Bad Bunny             | [ 29 ] |
| 23 lipca        | Un verano sin ti                             | Bad Bunny             | [ 30 ] |
| 30 lipca        | Un verano sin ti                             | Bad Bunny             | [ 31 ] |
| 6 sierpnia      | Un verano sin ti                             | Bad Bunny             | [ 32 ] |
| 13 sierpnia     | Renaissance                                  | Beyoncé               | [ 33 ] |
| 20 sierpnia     | Un verano sin ti                             | Bad Bunny             | [ 34 ] |
| 27 sierpnia     | Beautiful Mind                               | Rod Wave              | [ 35 ] |
| 3 września      | Un verano sin ti                             | Bad Bunny             | [ 36 ] |
| 10 września     | God Did                                      | DJ Khaled             | [ 37 ] |
| 17 września     | Un verano sin ti                             | Bad Bunny             | [ 38 ] |
| 24 września     | Un verano sin ti                             | Bad Bunny             | [ 39 ] |
| 1 października  | Born Pink                                    | Blackpink             | [ 40 ] |
| 8 października  | Un verano sin ti                             | Bad Bunny             | [ 41 ] |
| 15 października | Un verano sin ti                             | Bad Bunny             | [ 42 ] |
| 22 października | Maxident                                     | Stray Kids            | [ 43 ] |
| 29 października | It’s Only Me                                 | Lil Baby              | [ 44 ] |
| 5 listopada     | Midnights                                    | Taylor Swift          | [ 45 ] |
| 12 listopada    | Midnights                                    | Taylor Swift          | [ 46 ] |
| 19 listopada    | Her Loss                                     | Drake i 21 Savage     | [ 47 ] |
| 26 listopada    | Midnights                                    | Taylor Swift          | [ 48 ] |
| 3 grudnia       | Midnights                                    | Taylor Swift          | [ 49 ] |
| 10 grudnia      | Midnights                                    | Taylor Swift          | [ 50 ] |
| 17 grudnia      | Heroes & Villains                            | Metro Boomin          | [ 51 ] |
| 24 grudnia      | SOS                                          | SZA                   | [ 52 ] |
| 31 grudnia      | SOS                                          | SZA                   | [ 53 ] |